# Objaw Lasègue’a
Objaw Lasègue’a (ang. Lasègue's sign) – objaw polegający na niemożności podniesienia kończyny dolnej w pozycji leżącej. Wskazuje na kompresję nerwu kulszowego. Ponadto może mu towarzyszyć trudność w unoszeniu bioder i całego ciała z pozycji leżącej przy wyprostowanych kończynach dolnych, spowodowana występującym wtedy bólem. Pacjent może wykonać tę czynność dopiero po uprzednim zgięciu nóg w stawach kolanowych. Objaw Lasègue’a jest charakterystyczny dla rwy kulszowej.
Objaw Lasègue’a ma dwie odmiany:
1. pierwsza polega na wystąpieniu bólu wzdłuż wyprostowanej kończyny dolnej podczas jej biernego unoszenia;
2. drugą wywołuje się zginając kończynę w stawach biodrowym i kolanowym a następnie prostując; podobnie, o objawie dodatnim świadczy wystąpienie nagłego bólu wzdłuż kończyny.

Test diagnostyczny objawu Lasègue’a wygląda następująco: Badany leży na plecach, miednica musi być ustabilizowana. Badający wykonuje bierne podnoszenie nogi pacjenta. Noga w stawie kolanowym wyprostowana, stopa w zgięciu podeszwowym i wykonuje się zgięcie w stawie biodrowym. Jeżeli ból występuje w niefizjologicznym zakresie oznacza to, że mamy do czynienia z zespołem korzeniowym, a dokładniej z uciskiem na nerw kulszowy. Jeżeli odczuwa się jedynie ciągnący ból może to być powiązane z przykurczem mięśni grupy kulszowo-goleniowej.
Znaczenie posiada również kąt (w stosunku do poziomu), przy którym występuje ból, świadczy on bowiem o zaawansowaniu zmian.
Nazwa objawu pochodzi od francuskiego lekarza Charlesa Lasègue’a (1816–1883). Niezależnie od niego, w 1884 roku objaw opisał serbski neurolog Laza Lazarević (1851–1891).